# 应力松弛
应力松弛是材料科学中的一個概念，是指當材料的結構產生形變時材料所受到的應力會有所減小。应力松弛会有一定的壞處，例如在高压蒸汽管道中，螺栓的锁紧力可能随时间降低，所以為防漏气，每隔一段时间需要拧紧一次。